# Gasselhöhe
Die Gasselhöhe ist ein 2001 m ü. A. hoher Berg in den Schladminger Tauern, einem Teil der Großgruppe Niedere Tauern in Österreich.

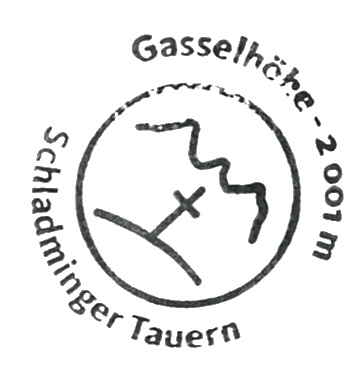
Gipfelstempel

## Lage und Umgebung
Der Berg befindet sich auf der Gemarkung der Gemeinde Forstau direkt an der östlichen, über den Gipfelbereich verlaufenden Grenze des Bundeslandes Salzburg zum Bundesland Steiermark. Mit den nahe gelegenen Bergen Schober (2133 m ü. A.) und Rippetegg (2126 m ü. A.) bildet die Gasselhöhe den nördlichen Abschluss der Kalkspitzen-Gruppe, die sich vom Hauptkamm der Schladminger Alpen mit den Bergen der Lungauer Kalkspitze (2471 m ü. A.) und der Steirische Kalkspitze (2459 m ü. A.) über die Nebelspitze (2134 m ü. A.), den Weitgaßbretter (2459 m ü. A.), die Mahdspitze (1990 m ü. A.) und die Steinkarhöhe (2105 m ü. A.) nach Norden ausdehnt.

## Zugang
Als Ausgangspunkt kann die Reiteralm dienen, die mit der Seilbahn Preunegg-Jet vom Preunegger Ortsteil Holzer oder über eine Mautstraße von Preunegg erreicht werden kann. Der direkte Aufstieg von der Bergstation der Seilbahn kann in etwa einer Stunde bewältigt werden. Über einen Rundweg kann eine Wanderung mit den Bergen Rippetegg und Schober kombiniert werden. Vom Gipfel der Gasselhöhe verläuft ein Gratweg weiter zur Rippetegg. Nach kurzem Abstieg zum Obersee kann dann der Schober bestiegen werden. Der Rückweg zur Reiteralm erfolgt dann über die Gasselseen. Für den Rundweg muss eine Gehzeit von 4,5 bis 5 Stunden eingeplant werden. Mit der Reiteralmhütte, Gasselhöh-Hütte und der Eiskarhütte befinden sich bewirtschaftete Schutzhütten im Bereich der Reiteralm.